# Libějovice
Libějovice falu és önkormányzat (obec) Csehország Dél-csehországi kerületének Strakonicei járásában. Területe 13,41 km², lakosainak száma 473 (2008. 12. 31). A falu Strakonicétől mintegy 28 km-re délkeletre, České Budějovicétől 26 km-re északnyugatra, és Prágától 110 km-re délre fekszik.
A település első írásos említése 1264-ből származik.

## Az önkormányzathoz tartozó települések
- Libějovice
- Černěves
- Nestanice

## Látnivalók
- Libějovicei erődítmény
- Libějovicei új vár
- Az 1696-ban épül vár

## Népesség
A település népessége az elmúlt években az alábbi módon változott:
| Lakosok száma | 1036 | 924  | 945  | 704  | 551  | 449  | 456  | 467  | 444  | 466  |
|               | 1869 | 1900 | 1921 | 1961 | 1980 | 2011 | 2016 | 2019 | 2021 | 2024 |